# CIMI-FM
CIMI-FM était une station de radio communautaire située dans l'arrondissement de Charlesbourg qui a diffusé sur la région de Québec à la fréquence 103,7 FM à une puissance apparente rayonnée (PAR) de 20 watts. Avec un site émetteur surplombant la ville de Québec, CIMI-FM pouvait être entendue, selon les conditions, jusqu'à certains secteurs de la Rive-Sud de Québec (Lévis) et le nord de la Beauce.

## Historique de CIMI FM 103-7
L'organisme sans but lucratif qui gérait la station de radio était enregistrée en décembre 1999 par trois jeunes promoteurs, Philippe Bélanger, Dominique Tessier, Pierre-Luc Dancause, et le conseil d'administration siégeait pour la première fois en janvier 2000. Au cours de l'été 2000, un plan d'affaires est monté, une étude technique est réalisée et le dossier est acheminé au Conseil de la radiodiffusion et des télécommunications canadiennes (CRTC) en vue de l'obtention d'une licence de radiodiffusion. Le 5 mars 2001, le CRTC accorde la licence et c'est à partir du 10 août de la même année à 16 h 15 que la station entre en ondes.
Au début, Philippe Bélanger à 24 ans, assume la direction des programmes, anime le retour à la maison. La station prend une orientation 100 % musique francophone dans la journée et passe au rock-alternatif canadien, américain et britannique en soirée et pour la nuit.
C'est le 2 juillet 2002 qu'André Arthur prend le micro à CIMI, il était contraint au silence radio sur la Capitale depuis son congédiement du FM 93 en novembre 2001. Arthur signe avec CKNU-FM Donnacona (Genex Communications) en août 2002, où l'émission sera dorénavant produite et rediffusée à CIMI. Entre 2002 et 2005 avec la faiblesse de l'antenne, malgré de relatives bonnes cotes d'écoute, la station a peine à garder ses propres commanditaires, Genex ayant plutôt intérêt à les amener à CKNU au détriment de la radio communautaire de Charlesbourg. CIMI accumule les plaintes au CRTC, les géants des télécommunications comme Astral (anciennement propriétaire de CHRC) et Cogeco (FM 93) accusent la petite station de ne pas respecter son mandat. François Beaulé (anciennement de CHRC) dirige la station de 2003 à l'été 2005. La station offre maintenant une programmation plus axée sur la radio « talk » et a comme slogan « la radio qui vous parle à Québec ».
En décembre 2005 est publié un sondage officiel BBM confirmant que la petite radio diffuse l'émission #1 le midi en semaine avec André Arthur. Cependant, à la suite de la transaction impliquant CKNU-FM producteur de l'émission d'André Arthur, CIMI perd son émission-vedette la semaine avant Noël. La station fait la demande d'une augmentation de puissance et une relocalisation d'antenne, en changeant de fréquence pour le 106,9. Cette demande est refusée par le CRTC en août 2006, trop ambitieuse, la fréquence est plutôt obtenue par Corus pour desservir Trois-Rivières, à haute puissance à moins de 130 km de Charlesbourg, afin d'assurer le passage de la station CHLN-AM au FM.
La petite radio communautaire est poursuivie par Robert Gillet qui réclame trois millions pour atteinte à la réputation, après qu'André Arthur a parlé largement de l'affaire Scorpion, un scandale auquel Gillet est mêlé, ayant été reconnu coupable en justice dans un procès médiatisé d'avoir eu des relations sexuelles avec une mineure moyennant rétribution. En février 2006, CIMI est visée par une autre poursuite de la part d'un avocat de Québec à la suite d'allégations de l'animateur Roby Moreault.
Après 2006, les problèmes financiers s'accumulent et les gestionnaires sont remplacés plusieurs fois, sans résultat.
CIMI-FM a dû mettre fin à ses opérations une deuxième fois, le 23 juillet 2008.

## Renouvellement de licence au CRTC
Le 23 août 2007, grâce à la collaboration du fondateur Philippe Bélanger, CIMI voit sa licence renouvelée jusqu'au 1er septembre 2011.
Normalement le CRTC accorde des renouvellements de sept ans, mais CIMI FM n'a pas été en mesure de respecter les exigences minimales de sa licence, et le conseil d'administration n'a pas été en mesure de répondre aux questions du CRTC à temps sans l'aide du fondateur qui avait réussi à obtenir la première licence.

## Fermeture de la station
Le 14 novembre 2007 à 15 h, CIMI 103,7 a arrêté d'émettre à la suite de problèmes financiers et au départ du conseil d'administration.

## Réouverture de la station
Le 18 février sur l'heure du midi, alors que même quelques jours avant rien ne laissait présager une telle situation, CIMI-FM 103,7 revenait en ondes à la suite de la formation d'un nouveau conseil d'administration et à un arrangement avec le propriétaire des locaux de CIMI.

## Format musical
Depuis la création de CIMI-FM en août 2001, le mandat musical de CIMI se veut 100 % francophone en journée et rock en soirée.

## 2efermetureet faillite
Puisque la relance en février 2008 effectuée par les nouveaux gestionnaires n'a pas fait l'objet de quelconque promotion, aucun communiqué, CIMI-FM n'a émis que jusqu'au 23 juillet, où encore la station a dû cesser sa programmation. Un nouveau conseil d'administration élu en assemblée générale le 2 octobre 2008 a échoué dans sa tentative de relancer la station. La licence est présentement inexploitée et le matériel a été démantelé.

## Anciens animateurs & collaborateurs
Malgré une courte histoire, la station CIMI-FM a permis à de nombreux animateurs de se faire connaître et à d'autres de poursuivre leur carrière ou d'élargir leur auditoire:
- André Arthur, (CKNU, CHRC, CJRP, TQS) de 2002 à 2005 et 2007
- Annie Bouchard, 2001-2004
- Denys Laflamme, (CHYZ-FM) 2001-2003
- François Dufour (CIHW-FM) 2001-2006
- Dominique Tessier, 2001-2006
- Dominique Girard, Sports 2001-2008, CKRL 89.1 2012-2015 CKIA 88.3 2015-aujourd'hui
- François Beaulé, (CJRP, CHRC) animateur et directeur général 2003-2006
- Phil Lemieux (CKYK, CIAU) 2005-2007
- Guillaume Lemieux (CJEC, CJMF-FM, CHNC-FM) 2006-2008
- Ismaël Trépanier, (Rockik.com) 2008
- Jean-François Fillion, diffusé en simultané avec CHOI-FM et CKNU 2003-2004
- Jérome Landry, (connu comme journaliste à TQS et maintenant à CHOI RadioX) 2001
- Josée Morissette, (a ensuite travaillé à CHRC et CHOI) 2001
- Luc Laroche, (CJMC, CJMD) 2001-2003 et 2007-2008
- Marie Saint-Laurent, en simultané de CHEQ FM 2007
- Mario Hudon, (CKNU, CHRC, CHOI) 2004-2007
- Pascal Déry, (CHIK-FM) animateur et directeur des programmes 2001-2003
- Philippe Bélanger, (CHYZ, CHRC, Radioreveil.com, EnOndesquebec.com) animateur et directeur des programmes 2001-2002
- Pierre-Luc Dancause, (a ensuite travaillé à CHOI) 2001-2003
- Roby Moreau, (CKNU, CHEQ) 2004-2008
- Serge Porlier, (CJMF) 2001
- Stéphane Dupont, diffusé simultanément de CKNU en remplaçant André Arthur 2003 à 2005
- Les 2 Snoozes - Markus & Alex (CJMD FM) 2004 - 2008
- La Symphonie - Stéphane Bertrand et Martin Lamonde 2004-2006
- François Desharnais (Saint-Mâlasse-de-Tiwi)
- Francis Ouellet (Saint-Mâlasse-de-Tiwi)
- Magali Hébert-Huot (Saint-Mâlasse-de-Tiwi)
- Le trip à 3 - Bernard Boulet, Jean-Francois Labrie, Nicolas Cloutier et Mélissa Juneau  2002-2004